# Bretagne Classic Ouest-France 2019
83. edycja wyścigu kolarskiego Bretagne Classic Ouest-France, która odbyła się 1 września 2019 roku. Start i metę wyścigu wyznaczono w Plouay. Wyścig jest częścią UCI World Tour 2019.

## Uczestnicy

### Drużyny
W wyścigu wzięło udział 25 ekip: osiemnaście drużyn należących do UCI WorldTeams i siedem zespołów zaproszonych przez organizatorów z tzw. „dziką kartą”, należących do UCI Professional Continental Teams.
| WorldTeams (18)- AG2R La Mondiale - Astana - Lotto Soudal - EF Education First - Team Jumbo-Visma - CCC Team - Bahrain-Merida - Bora-hansgrohe - Dimension Data - UAE Team Emirates - Movistar Team - Deceuninck-Quick Step - Mitchelton-Scott - Katusha-Alpecin - Ineos - Groupama-FDJ - Team Sunweb - Trek-Segafredo Professional continental teams (7)- Total Direct Énergie - Vital Concept-B&B Hotels - Arkéa-Samsic - Cofidis, Solutions Crédits - Wanty-Groupe Gobert - Delko-Marseille Provence - Israel Cycling Academy |
| |

### Lista startowa
W wyścigu wystartowało 172 kolarzy z 30 krajów, w tym 5 Polaków.
| AG2R La Mondiale ALM | AG2R La Mondiale ALM         | AG2R La Mondiale ALM |
| -------------------- | ---------------------------- | -------------------- |
| Nr                   | Kolarz                       | Miejsce              |
| 1                    | Oliver Naesen (BEL)          | 17.                  |
| 2                    | Julien Duval (FRA)           | DNF                  |
| 3                    | Benoît Cosnefroy (FRA)       | 7.                   |
| 4                    | Tony Gallopin (FRA)          | 25.                  |
| 5                    | Alexis Gougeard (FRA)        | DNF                  |
| 6                    | Aurélien Paret-Peintre (FRA) | 80.                  |
| 7                    | Stijn Vandenbergh (BEL)      | DNF                  |

| Astana AST | Astana AST              | Astana AST |
| ---------- | ----------------------- | ---------- |
| Nr         | Kolarz                  | Miejsce    |
| 11         | Pello Bilbao (ESP)      | 61.        |
| 12         | Davide Ballerini (ITA)  | DNF        |
| 13         | Laurens De Vreese (BEL) | 81.        |
| 14         | Jan Hirt (CZE)          | DNF        |
| 15         | Merhawi Kudus (ERI)     | DNF        |
| 16         | Jonas Gregaard (DEN)    | DNF        |

| Lotto-Soudal LTS | Lotto-Soudal LTS      | Lotto-Soudal LTS |
| ---------------- | --------------------- | ---------------- |
| Nr               | Kolarz                | Miejsce          |
| 21               | Tiesj Benoot (BEL)    | 2.               |
| 22               | Jasper De Buyst (BEL) | DNF              |
| 23               | Stan Dewulf (BEL)     | 66.              |
| 24               | Maxime Monfort (BEL)  | DNF              |
| 25               | Brent Van Moer (BEL)  | 43.              |
| 26               | Rémy Mertz (BEL)      | DNF              |
| 27               | Tim Wellens (BEL)     | 8.               |

| EF Education First EF1 | EF Education First EF1    | EF Education First EF1 |
| ---------------------- | ------------------------- | ---------------------- |
| Nr                     | Kolarz                    | Miejsce                |
| 31                     | Matti Breschel (DEN)      | DNF                    |
| 32                     | Simon Clarke (AUS)        | DNF                    |
| 33                     | Tanel Kangert (EST)       | 58.                    |
| 34                     | Luis Villalobos (MEX)     | 78.                    |
| 35                     | Sacha Modolo (ITA)        | DNF                    |
| 36                     | Julius van den Berg (NED) | DNF                    |
| 37                     | Sep Vanmarcke (BEL)       | 1.                     |

| Team Jumbo-Visma TJV | Team Jumbo-Visma TJV                | Team Jumbo-Visma TJV |
| -------------------- | ----------------------------------- | -------------------- |
| Nr                   | Kolarz                              | Miejsce              |
| 41                   | Pascal Eenkhoorn (NED)              | 15.                  |
| 42                   | Jos van Emden (NED)                 | DNF                  |
| 43                   | Amund Grøndahl Jansen (NOR) (szosa) | 5.                   |
| 44                   | Tom Leezer (NED)                    | DNF                  |
| 45                   | Danny van Poppel (NED)              | DNF                  |
| 46                   | Floris De Tier (BEL)                | 30.                  |
| 47                   | Antwan Tolhoek (NED)                | DNF                  |

| CCC Team CCC | CCC Team CCC                   | CCC Team CCC |
| ------------ | ------------------------------ | ------------ |
| Nr           | Kolarz                         | Miejsce      |
| 51           | Josef Černý (CZE)              | DNF          |
| 52           | Łukasz Owsian (POL)            | 55.          |
| 53           | Michael Schär (SUI)            | 47.          |
| 54           | Laurens ten Dam (NED)          | DNF          |
| 55           | Greg Van Avermaet (BEL)        | 6.           |
| 56           | Guillaume Van Keirsbulck (BEL) | DNF          |
| 57           | Łukasz Wiśniowski (POL)        | 57.          |

| Bahrain-Merida TBM | Bahrain-Merida TBM        | Bahrain-Merida TBM |
| ------------------ | ------------------------- | ------------------ |
| Nr                 | Kolarz                    | Miejsce            |
| 61                 | Valerio Agnoli (ITA)      | DNF                |
| 62                 | Grega Bole (SLO)          | DNF                |
| 63                 | Feng Chun-kai (TPE)       | DNF                |
| 64                 | Iván García Cortina (ESP) | 72.                |
| 65                 | Matej Mohorič (SLO)       | 11.                |
| 66                 | Jan Tratnik (SLO)         | DNF                |

| Bora-Hansgrohe BOH | Bora-Hansgrohe BOH           | Bora-Hansgrohe BOH |
| ------------------ | ---------------------------- | ------------------ |
| Nr                 | Kolarz                       | Miejsce            |
| 71                 | Erik Baška (SVK)             | DNF                |
| 72                 | Cesare Benedetti (ITA)       | 76.                |
| 73                 | Maciej Bodnar (POL)          | DNF                |
| 74                 | Patrick Konrad (AUT) (szosa) | DNF                |
| 75                 | Oscar Gatto (ITA)            | DNF                |
| 76                 | Christoph Pfingsten (GER)    | 75.                |
| 77                 | Lukas Pöstlberger (AUT)      | 20.                |

| Dimension Data TDD | Dimension Data TDD               | Dimension Data TDD |
| ------------------ | -------------------------------- | ------------------ |
| Nr                 | Kolarz                           | Miejsce            |
| 81                 | Michael Valgren (DEN)            | 4.                 |
| 82                 | Danilo Wyss (SUI)                | 49.                |
| 83                 | Jacques Janse van Rensburg (RSA) | DNF                |
| 84                 | Giacomo Nizzolo (ITA)            | DNF                |
| 85                 | Julien Vermote (BEL)             | 82.                |
| 86                 | Roman Kreuziger (CZE)            | 41.                |
| 87                 | Ryan Gibbons (RSA)               | DNF                |

| UAE Team Emirates UAD | UAE Team Emirates UAD   | UAE Team Emirates UAD |
| --------------------- | ----------------------- | --------------------- |
| Nr                    | Kolarz                  | Miejsce               |
| 91                    | Sven Erik Bystrøm (NOR) | 31.                   |
| 92                    | Manuele Mori (ITA)      | DNF                   |
| 93                    | Tom Bohli (SUI)         | DNF                   |
| 94                    | Simone Petilli (ITA)    | 44.                   |
| 95                    | Jasper Philipsen (BEL)  | 36.                   |
| 96                    | Jan Polanc (SLO)        | 39.                   |
| 97                    | Rory Sutherland (AUS)   | 83.                   |

| Movistar Team MOV | Movistar Team MOV      | Movistar Team MOV |
| ----------------- | ---------------------- | ----------------- |
| Nr                | Kolarz                 | Miejsce           |
| 101               | Carlos Barbero (ESP)   | 60.               |
| 102               | Carlos Betancur (COL)  | 23.               |
| 103               | Héctor Carretero (ESP) | DNF               |
| 104               | Richard Carapaz (ECU)  | 65.               |
| 105               | Jasha Sütterlin (GER)  | 70.               |
| 106               | Eduard Prades (ESP)    | 10.               |
| 107               | Jürgen Roelandts (BEL) | DNF               |

| Deceuninck-Quick Step DQT | Deceuninck-Quick Step DQT   | Deceuninck-Quick Step DQT |
| ------------------------- | --------------------------- | ------------------------- |
| Nr                        | Kolarz                      | Miejsce                   |
| 111                       | Petr Vakoč (CZE)            | 86.                       |
| 112                       | Dries Devenyns (BEL)        | DNF                       |
| 113                       | Mikkel Frølich Honoré (DEN) | 48.                       |
| 114                       | Bob Jungels (LUX) (szosa)   | 63.                       |
| 115                       | Davide Martinelli (ITA)     | DNF                       |
| 116                       | Florian Sénéchal (FRA)      | 9.                        |
| 117                       | Elia Viviani (ITA)          | 69.                       |

| Mitchelton-Scott MTS | Mitchelton-Scott MTS         | Mitchelton-Scott MTS |
| -------------------- | ---------------------------- | -------------------- |
| Nr                   | Kolarz                       | Miejsce              |
| 121                  | Alexander Edmondson (AUS)    | 87.                  |
| 122                  | Jack Bauer (NZL)             | 18.                  |
| 123                  | Jack Haig (AUS)              | 3.                   |
| 124                  | Michael Albasini (SUI)       | 37.                  |
| 125                  | Lucas Hamilton (AUS)         | DNF                  |
| 126                  | Matteo Trentin (ITA) (szosa) | 22.                  |
| 127                  | Robert Stannard (AUS)        | 27.                  |

| Total Direct Énergie TDE | Total Direct Énergie TDE | Total Direct Énergie TDE |
| ------------------------ | ------------------------ | ------------------------ |
| Nr                       | Kolarz                   | Miejsce                  |
| 131                      | Thomas Boudat (FRA)      | DNF                      |
| 132                      | Mathieu Burgaudeau (FRA) | 42.                      |
| 133                      | Lilian Calmejane (FRA)   | 19.                      |
| 134                      | Perrig Quémeneur (FRA)   | DNF                      |
| 135                      | Romain Sicard (FRA)      | DNF                      |
| 136                      | Paul Ourselin (FRA)      | 85.                      |
| 137                      | Niki Terpstra (NED)      | 62.                      |

| Katusha-Alpecin TKA | Katusha-Alpecin TKA      | Katusha-Alpecin TKA |
| ------------------- | ------------------------ | ------------------- |
| Nr                  | Kolarz                   | Miejsce             |
| 142                 | Jens Debusschere (BEL)   | DNF                 |
| 143                 | Nathan Haas (AUS)        | 29.                 |
| 144                 | Marco Haller (AUT)       | DNF                 |
| 145                 | Mads Würtz Schmidt (DEN) | DNF                 |
| 146                 | Rick Zabel (GER)         | DNF                 |
| 147                 | Ilnur Zakarin (RUS)      | 46.                 |

| Vital Concept-B&B Hotels VCB | Vital Concept-B&B Hotels VCB | Vital Concept-B&B Hotels VCB |
| ---------------------------- | ---------------------------- | ---------------------------- |
| Nr                           | Kolarz                       | Miejsce                      |
| 151                          | Bryan Coquard (FRA)          | DNF                          |
| 152                          | Arnaud Courteille (FRA)      | DNF                          |
| 153                          | Cyril Gautier (FRA)          | 21.                          |
| 154                          | Johan Le Bon (FRA)           | DNF                          |
| 155                          | Bert De Backer (BEL)         | DNF                          |
| 156                          | Quentin Pacher (FRA)         | 32.                          |
| 157                          | Kévin Reza (FRA)             | DNF                          |

| Team Ineos INS | Team Ineos INS             | Team Ineos INS |
| -------------- | -------------------------- | -------------- |
| Nr             | Kolarz                     | Miejsce        |
| 161            | Leonardo Basso (ITA)       | 54.            |
| 162            | Filippo Ganna (ITA)        | 68.            |
| 163            | Christian Knees (GER)      | 45.            |
| 164            | Christopher Lawless (GBR)  | DNF            |
| 165            | Michał Gołaś (POL)         | 53.            |
| 166            | Diego Rosa (ITA)           | DNF            |
| 167            | Kristoffer Halvorsen (NOR) | DNF            |

| Groupama-FDJ GFC | Groupama-FDJ GFC        | Groupama-FDJ GFC |
| ---------------- | ----------------------- | ---------------- |
| Nr               | Kolarz                  | Miejsce          |
| 171              | William Bonnet (FRA)    | DNF              |
| 172              | Olivier Le Gac (FRA)    | DNF              |
| 173              | Valentin Madouas (FRA)  | 24.              |
| 174              | Rudy Molard (FRA)       | 13.              |
| 175              | Anthony Roux (FRA)      | 38.              |
| 176              | Benoît Vaugrenard (FRA) | DNF              |
| 177              | Arnaud Démare (FRA)     | 34.              |

| Arkéa-Samsic PCB | Arkéa-Samsic PCB             | Arkéa-Samsic PCB |
| ---------------- | ---------------------------- | ---------------- |
| Nr               | Kolarz                       | Miejsce          |
| 181              | Warren Barguil (FRA) (szosa) | 12.              |
| 182              | Anthony Delaplace (FRA)      | 56.              |
| 183              | Romain Le Roux (FRA)         | 79.              |
| 184              | Alan Riou (FRA)              | DNF              |
| 185              | Laurent Pichon (FRA)         | DNF              |
| 186              | Clément Russo (FRA)          | DNF              |
| 187              | Florian Vachon (FRA)         | DNF              |

| Cofidis, Solutions Crédits COF | Cofidis, Solutions Crédits COF | Cofidis, Solutions Crédits COF |
| ------------------------------ | ------------------------------ | ------------------------------ |
| Nr                             | Kolarz                         | Miejsce                        |
| 191                            | Loïc Chetout (FRA)             | DNF                            |
| 192                            | Christophe Laporte (FRA)       | DNF                            |
| 193                            | Cyril Lemoine (FRA)            | 26.                            |
| 194                            | Anthony Perez (FRA)            | 67.                            |
| 195                            | Pierre-Luc Périchon (FRA)      | 28.                            |
| 196                            | Marco Mathis (GER)             | DNF                            |
| 197                            | Julien Simon (FRA)             | 52.                            |

| Team Sunweb SUN | Team Sunweb SUN              | Team Sunweb SUN |
| --------------- | ---------------------------- | --------------- |
| Nr              | Kolarz                       | Miejsce         |
| 201             | Asbjørn Kragh Andersen (DEN) | DNF             |
| 202             | Søren Kragh Andersen (DEN)   | DNF             |
| 203             | Jan Bakelants (BEL)          | 40.             |
| 204             | Roy Curvers (NED)            | DNF             |
| 205             | Michael Matthews (AUS)       | 14.             |
| 206             | Joris Nieuwenhuis (NED)      | 88.             |
| 207             | Louis Vervaeke (BEL)         | 73.             |

| Trek-Segafredo TFS | Trek-Segafredo TFS     | Trek-Segafredo TFS |
| ------------------ | ---------------------- | ------------------ |
| Nr                 | Kolarz                 | Miejsce            |
| 211                | Fumiyuki Beppu (JPN)   | DNF                |
| 212                | Nicola Conci (ITA)     | 64.                |
| 213                | Koen de Kort (NED)     | 89.                |
| 214                | Fabio Felline (ITA)    | DNF                |
| 215                | Alex Frame (NZL)       | DNF                |
| 216                | Matteo Moschetti (ITA) | DNF                |
| 217                | William Clarke (AUS)   | DNF                |

| Wanty-Gobert WGG | Wanty-Gobert WGG       | Wanty-Gobert WGG |
| ---------------- | ---------------------- | ---------------- |
| Nr               | Kolarz                 | Miejsce          |
| 221              | Ludwig De Winter (BEL) | DNF              |
| 222              | Thomas Degand (BEL)    | DNF              |
| 223              | Fabien Doubey (FRA)    | 71.              |
| 224              | Guillaume Martin (FRA) | 51.              |
| 225              | Marco Minnaard (NED)   | DNF              |
| 226              | Loïc Vliegen (BEL)     | 16.              |
| 227              | Andrea Pasqualon (ITA) | DNF              |

| Delko Marseille Provence DMP | Delko Marseille Provence DMP       | Delko Marseille Provence DMP |
| ---------------------------- | ---------------------------------- | ---------------------------- |
| Nr                           | Kolarz                             | Miejsce                      |
| 231                          | Romain Combaud (FRA)               | 84.                          |
| 232                          | Brenton Jones (AUS)                | DNF                          |
| 233                          | Przemysław Kasperkiewicz (POL)     | DNF                          |
| 234                          | Alexis Guérin (FRA)                | 50.                          |
| 235                          | Ramūnas Navardauskas (LTU) (szosa) | DNF                          |
| 236                          | Julien Trarieux (FRA)              | 77.                          |
| 237                          | Evaldas Šiškevicius (LTU)          | DNF                          |

| Israel Cycling Academy ICA | Israel Cycling Academy ICA | Israel Cycling Academy ICA |
| -------------------------- | -------------------------- | -------------------------- |
| Nr                         | Kolarz                     | Miejsce                    |
| 241                        | Kristian Sbaragli (ITA)    | 35.                        |
| 242                        | Guillaume Boivin (CAN)     | 59.                        |
| 243                        | Clément Carisey (FRA)      | DNF                        |
| 244                        | Alexander Cataford (CAN)   | 74.                        |
| 245                        | Davide Cimolai (ITA)       | 33.                        |
| 246                        | Nathan Earle (AUS)         | 90.                        |
| 247                        | Gaj Niw (ISR)              | DNF                        |

| AG2R La Mondiale ALM | AG2R La Mondiale ALM         | AG2R La Mondiale ALM |
| -------------------- | ---------------------------- | -------------------- |
| Nr                   | Kolarz                       | Miejsce              |
| 1                    | Oliver Naesen (BEL)          | 17.                  |
| 2                    | Julien Duval (FRA)           | DNF                  |
| 3                    | Benoît Cosnefroy (FRA)       | 7.                   |
| 4                    | Tony Gallopin (FRA)          | 25.                  |
| 5                    | Alexis Gougeard (FRA)        | DNF                  |
| 6                    | Aurélien Paret-Peintre (FRA) | 80.                  |
| 7                    | Stijn Vandenbergh (BEL)      | DNF                  |

| Astana AST | Astana AST              | Astana AST |
| ---------- | ----------------------- | ---------- |
| Nr         | Kolarz                  | Miejsce    |
| 11         | Pello Bilbao (ESP)      | 61.        |
| 12         | Davide Ballerini (ITA)  | DNF        |
| 13         | Laurens De Vreese (BEL) | 81.        |
| 14         | Jan Hirt (CZE)          | DNF        |
| 15         | Merhawi Kudus (ERI)     | DNF        |
| 16         | Jonas Gregaard (DEN)    | DNF        |

| Lotto-Soudal LTS | Lotto-Soudal LTS      | Lotto-Soudal LTS |
| ---------------- | --------------------- | ---------------- |
| Nr               | Kolarz                | Miejsce          |
| 21               | Tiesj Benoot (BEL)    | 2.               |
| 22               | Jasper De Buyst (BEL) | DNF              |
| 23               | Stan Dewulf (BEL)     | 66.              |
| 24               | Maxime Monfort (BEL)  | DNF              |
| 25               | Brent Van Moer (BEL)  | 43.              |
| 26               | Rémy Mertz (BEL)      | DNF              |
| 27               | Tim Wellens (BEL)     | 8.               |

| EF Education First EF1 | EF Education First EF1    | EF Education First EF1 |
| ---------------------- | ------------------------- | ---------------------- |
| Nr                     | Kolarz                    | Miejsce                |
| 31                     | Matti Breschel (DEN)      | DNF                    |
| 32                     | Simon Clarke (AUS)        | DNF                    |
| 33                     | Tanel Kangert (EST)       | 58.                    |
| 34                     | Luis Villalobos (MEX)     | 78.                    |
| 35                     | Sacha Modolo (ITA)        | DNF                    |
| 36                     | Julius van den Berg (NED) | DNF                    |
| 37                     | Sep Vanmarcke (BEL)       | 1.                     |

| Team Jumbo-Visma TJV | Team Jumbo-Visma TJV                | Team Jumbo-Visma TJV |
| -------------------- | ----------------------------------- | -------------------- |
| Nr                   | Kolarz                              | Miejsce              |
| 41                   | Pascal Eenkhoorn (NED)              | 15.                  |
| 42                   | Jos van Emden (NED)                 | DNF                  |
| 43                   | Amund Grøndahl Jansen (NOR) (szosa) | 5.                   |
| 44                   | Tom Leezer (NED)                    | DNF                  |
| 45                   | Danny van Poppel (NED)              | DNF                  |
| 46                   | Floris De Tier (BEL)                | 30.                  |
| 47                   | Antwan Tolhoek (NED)                | DNF                  |

| CCC Team CCC | CCC Team CCC                   | CCC Team CCC |
| ------------ | ------------------------------ | ------------ |
| Nr           | Kolarz                         | Miejsce      |
| 51           | Josef Černý (CZE)              | DNF          |
| 52           | Łukasz Owsian (POL)            | 55.          |
| 53           | Michael Schär (SUI)            | 47.          |
| 54           | Laurens ten Dam (NED)          | DNF          |
| 55           | Greg Van Avermaet (BEL)        | 6.           |
| 56           | Guillaume Van Keirsbulck (BEL) | DNF          |
| 57           | Łukasz Wiśniowski (POL)        | 57.          |

| Bahrain-Merida TBM | Bahrain-Merida TBM        | Bahrain-Merida TBM |
| ------------------ | ------------------------- | ------------------ |
| Nr                 | Kolarz                    | Miejsce            |
| 61                 | Valerio Agnoli (ITA)      | DNF                |
| 62                 | Grega Bole (SLO)          | DNF                |
| 63                 | Feng Chun-kai (TPE)       | DNF                |
| 64                 | Iván García Cortina (ESP) | 72.                |
| 65                 | Matej Mohorič (SLO)       | 11.                |
| 66                 | Jan Tratnik (SLO)         | DNF                |

| Bora-Hansgrohe BOH | Bora-Hansgrohe BOH           | Bora-Hansgrohe BOH |
| ------------------ | ---------------------------- | ------------------ |
| Nr                 | Kolarz                       | Miejsce            |
| 71                 | Erik Baška (SVK)             | DNF                |
| 72                 | Cesare Benedetti (ITA)       | 76.                |
| 73                 | Maciej Bodnar (POL)          | DNF                |
| 74                 | Patrick Konrad (AUT) (szosa) | DNF                |
| 75                 | Oscar Gatto (ITA)            | DNF                |
| 76                 | Christoph Pfingsten (GER)    | 75.                |
| 77                 | Lukas Pöstlberger (AUT)      | 20.                |

| Dimension Data TDD | Dimension Data TDD               | Dimension Data TDD |
| ------------------ | -------------------------------- | ------------------ |
| Nr                 | Kolarz                           | Miejsce            |
| 81                 | Michael Valgren (DEN)            | 4.                 |
| 82                 | Danilo Wyss (SUI)                | 49.                |
| 83                 | Jacques Janse van Rensburg (RSA) | DNF                |
| 84                 | Giacomo Nizzolo (ITA)            | DNF                |
| 85                 | Julien Vermote (BEL)             | 82.                |
| 86                 | Roman Kreuziger (CZE)            | 41.                |
| 87                 | Ryan Gibbons (RSA)               | DNF                |

| UAE Team Emirates UAD | UAE Team Emirates UAD   | UAE Team Emirates UAD |
| --------------------- | ----------------------- | --------------------- |
| Nr                    | Kolarz                  | Miejsce               |
| 91                    | Sven Erik Bystrøm (NOR) | 31.                   |
| 92                    | Manuele Mori (ITA)      | DNF                   |
| 93                    | Tom Bohli (SUI)         | DNF                   |
| 94                    | Simone Petilli (ITA)    | 44.                   |
| 95                    | Jasper Philipsen (BEL)  | 36.                   |
| 96                    | Jan Polanc (SLO)        | 39.                   |
| 97                    | Rory Sutherland (AUS)   | 83.                   |

| Movistar Team MOV | Movistar Team MOV      | Movistar Team MOV |
| ----------------- | ---------------------- | ----------------- |
| Nr                | Kolarz                 | Miejsce           |
| 101               | Carlos Barbero (ESP)   | 60.               |
| 102               | Carlos Betancur (COL)  | 23.               |
| 103               | Héctor Carretero (ESP) | DNF               |
| 104               | Richard Carapaz (ECU)  | 65.               |
| 105               | Jasha Sütterlin (GER)  | 70.               |
| 106               | Eduard Prades (ESP)    | 10.               |
| 107               | Jürgen Roelandts (BEL) | DNF               |

| Deceuninck-Quick Step DQT | Deceuninck-Quick Step DQT   | Deceuninck-Quick Step DQT |
| ------------------------- | --------------------------- | ------------------------- |
| Nr                        | Kolarz                      | Miejsce                   |
| 111                       | Petr Vakoč (CZE)            | 86.                       |
| 112                       | Dries Devenyns (BEL)        | DNF                       |
| 113                       | Mikkel Frølich Honoré (DEN) | 48.                       |
| 114                       | Bob Jungels (LUX) (szosa)   | 63.                       |
| 115                       | Davide Martinelli (ITA)     | DNF                       |
| 116                       | Florian Sénéchal (FRA)      | 9.                        |
| 117                       | Elia Viviani (ITA)          | 69.                       |

| Mitchelton-Scott MTS | Mitchelton-Scott MTS         | Mitchelton-Scott MTS |
| -------------------- | ---------------------------- | -------------------- |
| Nr                   | Kolarz                       | Miejsce              |
| 121                  | Alexander Edmondson (AUS)    | 87.                  |
| 122                  | Jack Bauer (NZL)             | 18.                  |
| 123                  | Jack Haig (AUS)              | 3.                   |
| 124                  | Michael Albasini (SUI)       | 37.                  |
| 125                  | Lucas Hamilton (AUS)         | DNF                  |
| 126                  | Matteo Trentin (ITA) (szosa) | 22.                  |
| 127                  | Robert Stannard (AUS)        | 27.                  |

| Total Direct Énergie TDE | Total Direct Énergie TDE | Total Direct Énergie TDE |
| ------------------------ | ------------------------ | ------------------------ |
| Nr                       | Kolarz                   | Miejsce                  |
| 131                      | Thomas Boudat (FRA)      | DNF                      |
| 132                      | Mathieu Burgaudeau (FRA) | 42.                      |
| 133                      | Lilian Calmejane (FRA)   | 19.                      |
| 134                      | Perrig Quémeneur (FRA)   | DNF                      |
| 135                      | Romain Sicard (FRA)      | DNF                      |
| 136                      | Paul Ourselin (FRA)      | 85.                      |
| 137                      | Niki Terpstra (NED)      | 62.                      |

| Katusha-Alpecin TKA | Katusha-Alpecin TKA      | Katusha-Alpecin TKA |
| ------------------- | ------------------------ | ------------------- |
| Nr                  | Kolarz                   | Miejsce             |
| 142                 | Jens Debusschere (BEL)   | DNF                 |
| 143                 | Nathan Haas (AUS)        | 29.                 |
| 144                 | Marco Haller (AUT)       | DNF                 |
| 145                 | Mads Würtz Schmidt (DEN) | DNF                 |
| 146                 | Rick Zabel (GER)         | DNF                 |
| 147                 | Ilnur Zakarin (RUS)      | 46.                 |

| Vital Concept-B&B Hotels VCB | Vital Concept-B&B Hotels VCB | Vital Concept-B&B Hotels VCB |
| ---------------------------- | ---------------------------- | ---------------------------- |
| Nr                           | Kolarz                       | Miejsce                      |
| 151                          | Bryan Coquard (FRA)          | DNF                          |
| 152                          | Arnaud Courteille (FRA)      | DNF                          |
| 153                          | Cyril Gautier (FRA)          | 21.                          |
| 154                          | Johan Le Bon (FRA)           | DNF                          |
| 155                          | Bert De Backer (BEL)         | DNF                          |
| 156                          | Quentin Pacher (FRA)         | 32.                          |
| 157                          | Kévin Reza (FRA)             | DNF                          |

| Team Ineos INS | Team Ineos INS             | Team Ineos INS |
| -------------- | -------------------------- | -------------- |
| Nr             | Kolarz                     | Miejsce        |
| 161            | Leonardo Basso (ITA)       | 54.            |
| 162            | Filippo Ganna (ITA)        | 68.            |
| 163            | Christian Knees (GER)      | 45.            |
| 164            | Christopher Lawless (GBR)  | DNF            |
| 165            | Michał Gołaś (POL)         | 53.            |
| 166            | Diego Rosa (ITA)           | DNF            |
| 167            | Kristoffer Halvorsen (NOR) | DNF            |

| Groupama-FDJ GFC | Groupama-FDJ GFC        | Groupama-FDJ GFC |
| ---------------- | ----------------------- | ---------------- |
| Nr               | Kolarz                  | Miejsce          |
| 171              | William Bonnet (FRA)    | DNF              |
| 172              | Olivier Le Gac (FRA)    | DNF              |
| 173              | Valentin Madouas (FRA)  | 24.              |
| 174              | Rudy Molard (FRA)       | 13.              |
| 175              | Anthony Roux (FRA)      | 38.              |
| 176              | Benoît Vaugrenard (FRA) | DNF              |
| 177              | Arnaud Démare (FRA)     | 34.              |

| Arkéa-Samsic PCB | Arkéa-Samsic PCB             | Arkéa-Samsic PCB |
| ---------------- | ---------------------------- | ---------------- |
| Nr               | Kolarz                       | Miejsce          |
| 181              | Warren Barguil (FRA) (szosa) | 12.              |
| 182              | Anthony Delaplace (FRA)      | 56.              |
| 183              | Romain Le Roux (FRA)         | 79.              |
| 184              | Alan Riou (FRA)              | DNF              |
| 185              | Laurent Pichon (FRA)         | DNF              |
| 186              | Clément Russo (FRA)          | DNF              |
| 187              | Florian Vachon (FRA)         | DNF              |

| Cofidis, Solutions Crédits COF | Cofidis, Solutions Crédits COF | Cofidis, Solutions Crédits COF |
| ------------------------------ | ------------------------------ | ------------------------------ |
| Nr                             | Kolarz                         | Miejsce                        |
| 191                            | Loïc Chetout (FRA)             | DNF                            |
| 192                            | Christophe Laporte (FRA)       | DNF                            |
| 193                            | Cyril Lemoine (FRA)            | 26.                            |
| 194                            | Anthony Perez (FRA)            | 67.                            |
| 195                            | Pierre-Luc Périchon (FRA)      | 28.                            |
| 196                            | Marco Mathis (GER)             | DNF                            |
| 197                            | Julien Simon (FRA)             | 52.                            |

| Team Sunweb SUN | Team Sunweb SUN              | Team Sunweb SUN |
| --------------- | ---------------------------- | --------------- |
| Nr              | Kolarz                       | Miejsce         |
| 201             | Asbjørn Kragh Andersen (DEN) | DNF             |
| 202             | Søren Kragh Andersen (DEN)   | DNF             |
| 203             | Jan Bakelants (BEL)          | 40.             |
| 204             | Roy Curvers (NED)            | DNF             |
| 205             | Michael Matthews (AUS)       | 14.             |
| 206             | Joris Nieuwenhuis (NED)      | 88.             |
| 207             | Louis Vervaeke (BEL)         | 73.             |

| Trek-Segafredo TFS | Trek-Segafredo TFS     | Trek-Segafredo TFS |
| ------------------ | ---------------------- | ------------------ |
| Nr                 | Kolarz                 | Miejsce            |
| 211                | Fumiyuki Beppu (JPN)   | DNF                |
| 212                | Nicola Conci (ITA)     | 64.                |
| 213                | Koen de Kort (NED)     | 89.                |
| 214                | Fabio Felline (ITA)    | DNF                |
| 215                | Alex Frame (NZL)       | DNF                |
| 216                | Matteo Moschetti (ITA) | DNF                |
| 217                | William Clarke (AUS)   | DNF                |

| Wanty-Gobert WGG | Wanty-Gobert WGG       | Wanty-Gobert WGG |
| ---------------- | ---------------------- | ---------------- |
| Nr               | Kolarz                 | Miejsce          |
| 221              | Ludwig De Winter (BEL) | DNF              |
| 222              | Thomas Degand (BEL)    | DNF              |
| 223              | Fabien Doubey (FRA)    | 71.              |
| 224              | Guillaume Martin (FRA) | 51.              |
| 225              | Marco Minnaard (NED)   | DNF              |
| 226              | Loïc Vliegen (BEL)     | 16.              |
| 227              | Andrea Pasqualon (ITA) | DNF              |

| Delko Marseille Provence DMP | Delko Marseille Provence DMP       | Delko Marseille Provence DMP |
| ---------------------------- | ---------------------------------- | ---------------------------- |
| Nr                           | Kolarz                             | Miejsce                      |
| 231                          | Romain Combaud (FRA)               | 84.                          |
| 232                          | Brenton Jones (AUS)                | DNF                          |
| 233                          | Przemysław Kasperkiewicz (POL)     | DNF                          |
| 234                          | Alexis Guérin (FRA)                | 50.                          |
| 235                          | Ramūnas Navardauskas (LTU) (szosa) | DNF                          |
| 236                          | Julien Trarieux (FRA)              | 77.                          |
| 237                          | Evaldas Šiškevicius (LTU)          | DNF                          |

| Israel Cycling Academy ICA | Israel Cycling Academy ICA | Israel Cycling Academy ICA |
| -------------------------- | -------------------------- | -------------------------- |
| Nr                         | Kolarz                     | Miejsce                    |
| 241                        | Kristian Sbaragli (ITA)    | 35.                        |
| 242                        | Guillaume Boivin (CAN)     | 59.                        |
| 243                        | Clément Carisey (FRA)      | DNF                        |
| 244                        | Alexander Cataford (CAN)   | 74.                        |
| 245                        | Davide Cimolai (ITA)       | 33.                        |
| 246                        | Nathan Earle (AUS)         | 90.                        |
| 247                        | Gaj Niw (ISR)              | DNF                        |

## Klasyfikacja generalna
| \| Klasyfikacja generalna \| Klasyfikacja generalna \| Klasyfikacja generalna \| Klasyfikacja generalna \| Klasyfikacja generalna \| \| Kolarz \| Kolarz \| Państwo \| Drużyna \| Czas \| \| ---------------------- \| ---------------------- \| ---------------------- \| ---------------------- \| ---------------------- \| \| 1. \| Sep Vanmarcke \| Belgia \| EF Education First \| 6h 12' 23" \| \| 2. \| Tiesj Benoot \| Belgia \| Lotto-Soudal \| + 3" \| \| 3. \| Jack Haig \| Australia \| Mitchelton-Scott \| + 3" \| \| 4. \| Michael Valgren \| Dania \| Dimension Data \| + 20" \| \| 5. \| Amund Grøndahl Jansen \| Norwegia \| Team Jumbo-Visma \| + 20" \| \| 6. \| Greg Van Avermaet \| Belgia \| CCC Team \| + 20" \| \| 7. \| Benoît Cosnefroy \| Francja \| AG2R La Mondiale \| + 20" \| \| 8. \| Tim Wellens \| Belgia \| Lotto-Soudal \| + 22" \| \| 9. \| Florian Sénéchal \| Francja \| Deceuninck-Quick Step \| + 28" \| \| 10. \| Eduard Prades \| Hiszpania \| Movistar Team \| + 28" \| |                       |           |                       |            |
| |                       |           |                       |            |
| Źródło: ProCyclingStats |                       |           |                       |            |
| Klasyfikacja generalna |                       |           |                       |            |
| Kolarz | Kolarz                | Państwo   | Drużyna               | Czas       |
| 1. | Sep Vanmarcke         | Belgia    | EF Education First    | 6h 12' 23" |
| 2. | Tiesj Benoot          | Belgia    | Lotto-Soudal          | + 3"       |
| 3. | Jack Haig             | Australia | Mitchelton-Scott      | + 3"       |
| 4. | Michael Valgren       | Dania     | Dimension Data        | + 20"      |
| 5. | Amund Grøndahl Jansen | Norwegia  | Team Jumbo-Visma      | + 20"      |
| 6. | Greg Van Avermaet     | Belgia    | CCC Team              | + 20"      |
| 7. | Benoît Cosnefroy      | Francja   | AG2R La Mondiale      | + 20"      |
| 8. | Tim Wellens           | Belgia    | Lotto-Soudal          | + 22"      |
| 9. | Florian Sénéchal      | Francja   | Deceuninck-Quick Step | + 28"      |
| 10. | Eduard Prades         | Hiszpania | Movistar Team         | + 28"      |